# Лямоне
Лямоне (фр. Liamone корс. Liamone) — річка Корсики (Франція). Довжина 40,9 км, витік знаходиться на висоті 1 850 метрів над рівнем моря на західних схилах гори Монте Чімателла (Monte Cimatella) (2099 м). Впадає в Середземне море.
Протікає через комуни: Летія, Мурцо, Віко, Розація, Арборі, Лопінья, Арро, Амб'єнья, Коджа, Казальйоне і тече територією департаменту Південна Корсика та кантонами: Деукс-Сорру (Deux-Sorru), Круцині-Чинарка (Cruzini-Cinarca)